# Piombino Dese
Piombino Dese est une commune italienne de la province de Padoue, dans la région Vénétie.

## Administration
| Période                                  | Période | Identité | Étiquette | Qualité |
| ---------------------------------------- | ------- | -------- | --------- | ------- |
|                                          |         |          |           |         |
| Les données manquantes sont à compléter. |         |          |           |         |

### Hameaux
Levada, Torreselle, Ronchi.

### Communes limitrophes
Camposampiero, Istrana, Loreggia, Morgano, Resana, Trebaseleghe, Vedelago, Zero Branco.

## Culture
- Villa Cornaro.

## Personnalités
- Giuseppe Baldo ;
- Giovanni Ventura.